# Melica racemosa
Melica racemosa är en gräsart som beskrevs av Carl Peter Thunberg. Melica racemosa ingår i släktet slokar, och familjen gräs. Inga underarter finns listade i Catalogue of Life.